# Kalandra černá
Kalandra černá (Melanocorypha yeltoniensis) je středně velký asijský druh pěvce z čeledi skřivanovitých. Samec je nezaměnitelný, celý černý se světlými lemy per. Samice jsou šedohnědé, bez výrazné kresby a bez bílých ploch na ocase nebo křídlech. Hnízdí ve vnitrozemí střední Asie. Výjimečně zaletuje do Evropy, kde byla pozorována v Německu, Finsku, Polsku, Rakousku, Itálii, Řecku, Rumunsku a na Maltě. Jediným záznamem tohoto druhu na území České republiky měl být jedinec střelený v listopadu 1981 u Zákup na Českolipsku, dané pozorování však bylo později při revizi Faunistickou komisí ČSO zamítnuto.

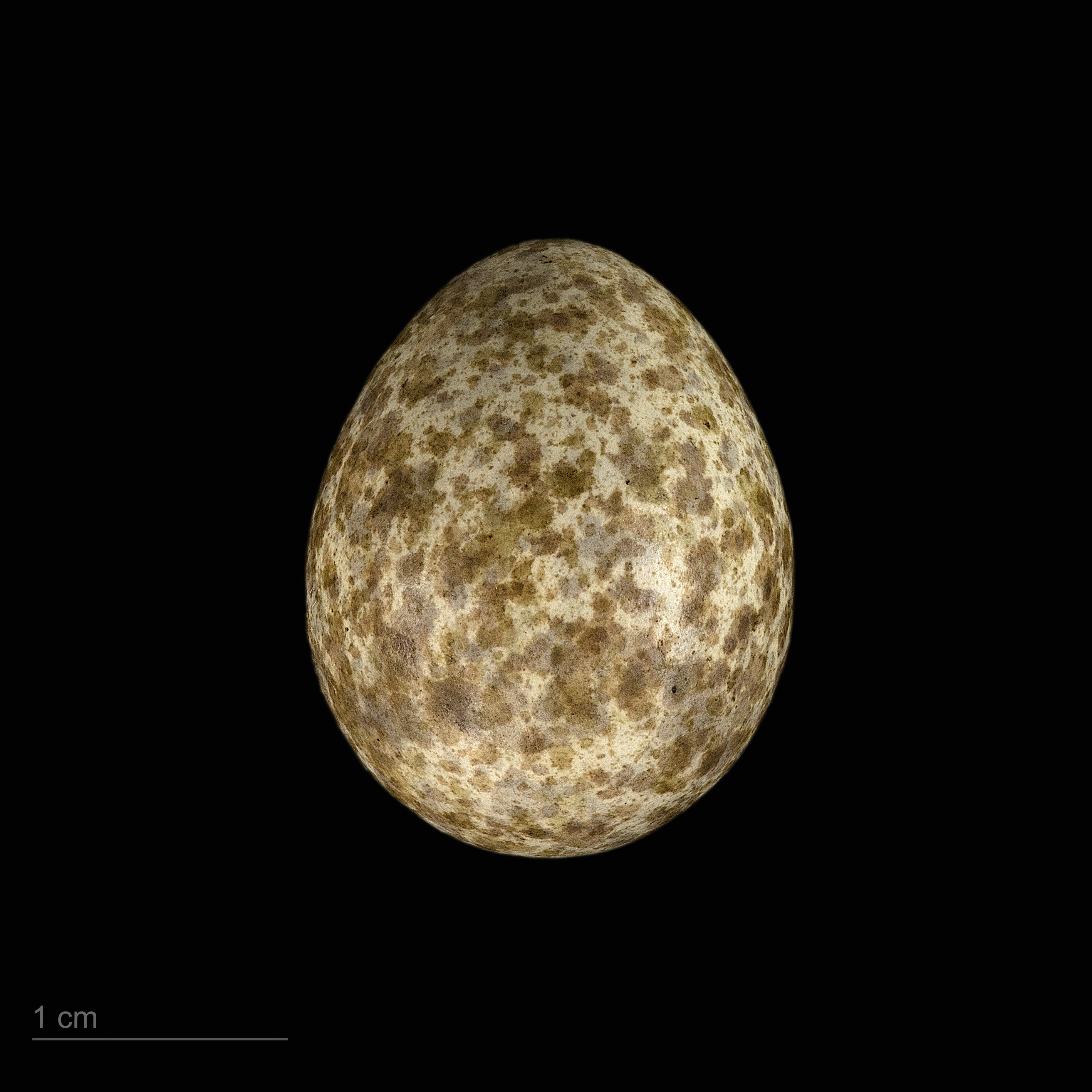
Melanocorypha yeltoniensis